# Liceo scientifico statale Leonardo da Vinci (Firenze)
Il liceo scientifico statale Leonardo da Vinci, dedicato al noto genio fiorentino, di Firenze, è uno dei licei scientifici più antichi d'Italia, essendo stato costituito per mezzo della riforma Gentile del 1923.

## Storia
Il liceo nacque come "regio liceo scientifico di Firenze" nel 1923, uno dei 37 licei scientifici istituiti, uno per provincia, dalla riforma Gentile. Ha acquistato l'odierna denominazione solo il 28 agosto 1924 quando il Ministero della pubblica istruzione ratificò con regio decreto la decisione del collegio dei docenti, che aveva deliberato la decisione il 29 giugno dello stesso anno.

## Struttura
L’edificio principale, che ha sede in via Giovanni dei Marignolli, di fianco al torrente Mugnone, è composto da quattro piani e un seminterrato.
La scuola dispone pure di un'ampia palestra, di una piscina e degli ampi spazi esterni da cui sono stati ricavati: un campo da tennis, due campi da basket, un campo da calcio e una piattaforma per il lancio del peso.